# Pamphilius alternans
Pamphilius alternans är en stekelart som först beskrevs av Costa 1860.  Pamphilius alternans ingår i släktet Pamphilius, och familjen spinnarsteklar. Arten har ej påträffats i Sverige.